# Harry Coover
Harry Coover, nascido Harry Wesley Coover Jr. (Newark, 6 de março de 1917 — Kingsport, 26 de março de 2011) foi um inventor estadunidense.
Inventou acidentalmente o Cianoacrilato, que deu origem à super cola ou Eastman 910, conhecida como Super Bonder.